# AKAD
Die AKAD (Akademikergemeinschaft für Erwachsenenbildung) ist ein privater Bildungsanbieter aus der Schweiz. Standorte sind Zürich (Hauptsitz), Basel, Bern und Lausanne. Die AKAD betreibt Schulen, an denen unter anderem die Matura oder das Eidgenössische Fähigkeitszeugnis erlangt werden kann.
Die Akademikergemeinschaft für Erwachsenenbildung wurde von Herbert Maissen (1928–2016) und Juan Meier († 1983) gegründet. 1956 startete in Zürich der erste Studiengang. Durch Kontakte nach Tübingen wurde die Expansion nach Deutschland beschlossen. 1959 wurde in Stuttgart eine Tochtergesellschaft gegründet. 1971 bezog die AKAD den heutigen Standort an der Jungholzstrasse in Zürich. 1983 starb der Mitgründer Juan Meier. Herbert Maissen regelte 1995 seine Nachfolge: Der deutsche Cornelsen Verlag übernahm die deutsche Tochtergesellschaft. Für die AKAD in der Schweiz machten Jakob Limacher, Thomas Suter und Christian Zindel ein Angebot, das Herbert Maissen annahm. Seither ist die AKAD Teil der Kalaidos Bildungsgruppe Schweiz.
Auf Anfang 2019 verkauften die bisherigen Eigentümer die Kalaidos Bildungsgruppe an die deutsche Klett Gruppe. Ambros Hollenstein führte die Kalaidos Bildungsgruppe bis Mai 2024. Im Juni 2024 übernahm Stefan Leuenberger als CEO die Kalaidos Bildungsgruppe.
Die AKAD bietet eine grosse Zahl von Lehrgängen in den Bereichen gymnasiale Maturität, Berufsmaturität und Passerelle (Ergänzungsprüfung zur universitären Hochschule) sowie in der beruflichen Weiterbildung an höheren Fachschulen, Vorbereitungskurse auf eidgenössische Prüfungen, Kurse im Bereich der Allgemeinbildung und Sprachen an.